# Leptoiulus braueri
Leptoiulus braueri är en mångfotingart som först beskrevs av Karl Wilhelm Verhoeff 1895.  Leptoiulus braueri ingår i släktet Leptoiulus och familjen kejsardubbelfotingar.

## Underarter
Arten delas in i följande underarter:
- L. b. braueri
- L. b. brembanus
- L. b. catascaphius
- L. b. grintovecensis
- L. b. minor
- L. b. tosanus
- L. b. triglavensis